# Gloria Asumnu
Gloria Asumnu (ur. 22 maja 1985 w Houston) – nigeryjska lekkoatletka, sprinterka, olimpijka.
Na początku kariery reprezentowała Stany Zjednoczone. W 2011 zdobyła brązowy medal w biegu na 100 metrów oraz zajęła 5. miejsce na dwa razy dłuższym dystansie podczas igrzysk afrykańskich. Na początku 2012 biegła w finale biegu na 60 metrów w trakcie trwania halowych mistrzostw świata, który ukończyła na 6. miejscu. Zdobyła dwa złota (bieg na 200 metrów & sztafeta 4 × 100 metrów) i brąz (bieg na 100 metrów) podczas mistrzostw Afryki w Porto-Novo. Startowała na igrzyskach olimpijskich w Londynie, na których, wraz z koleżankami z reprezentacji, zajęła 4. miejsce w biegu rozstawnym 4 × 100 metrów. Siódma zawodniczka halowych mistrzostw świata w Sopocie (2014). W tym samym roku startowała na igrzyskach Wspólnoty Narodów, podczas których zdobyła srebro w sztafecie 4 × 100 metrów, a indywidualnie zajęła 8. miejsce na dystansie 100 metrów. Złota medalistka mistrzostw Afryki w Marrakeszu w biegu rozstawnym 4 × 100 metrów (2014). Jest medalistką mistrzostw Nigerii.

## Osiągnięcia
| Rok  | Impreza                    | Miejsce        | Konkurencja             | Lokata     | Wynik |
| ---- | -------------------------- | -------------- | ----------------------- | ---------- | ----- |
| 2011 | Mistrzostwa świata         | Daegu          | sztafeta 4 × 100 metrów | 7. miejsce | 42,93 |
| 2011 | Igrzyska afrykańskie       | Maputo         | bieg na 100 metrów      | 3. miejsce | 11,26 |
| 2011 | Igrzyska afrykańskie       | Maputo         | bieg na 200 metrów      | 5. miejsce | 23,81 |
| 2012 | Halowe mistrzostwa świata  | Stambuł        | bieg na 60 metrów       | 6. miejsce | 7,22  |
| 2012 | Mistrzostwa Afryki         | Porto-Novo     | bieg na 100 metrów      | 3. miejsce | 11,28 |
| 2012 | Mistrzostwa Afryki         | Porto-Novo     | bieg na 200 metrów      | 1. miejsce | 22,93 |
| 2012 | Mistrzostwa Afryki         | Porto-Novo     | sztafeta 4 × 100 metrów | 1. miejsce | 43,21 |
| 2012 | Igrzyska olimpijskie       | Londyn         | bieg na 100 metrów      | półfinał   | 11,21 |
| 2012 | Igrzyska olimpijskie       | Londyn         | bieg na 200 metrów      | eliminacje | 23,43 |
| 2012 | Igrzyska olimpijskie       | Londyn         | sztafeta 4 × 100 metrów | 4. miejsce | 42,64 |
| 2013 | Mistrzostwa świata         | Moskwa         | bieg na 100 metrów      | półfinał   | 11,44 |
| 2014 | Halowe mistrzostwa świata  | Sopot          | bieg na 60 metrów       | 7. miejsce | 7,18  |
| 2014 | IAAF World Relays          | Nassau         | sztafeta 4 × 100 metrów | 4. miejsce | 42,67 |
| 2014 | Igrzyska Wspólnoty Narodów | Glasgow        | bieg na 100 metrów      | 8. miejsce | 11,41 |
| 2014 | Igrzyska Wspólnoty Narodów | Glasgow        | sztafeta 4 × 100 metrów | 2. miejsce | 42,92 |
| 2014 | Mistrzostwa Afryki         | Marrakesz      | bieg na 100 metrów      | 4. miejsce | 11,49 |
| 2014 | Mistrzostwa Afryki         | Marrakesz      | bieg na 200 metrów      | 5. miejsce | 23,31 |
| 2014 | Mistrzostwa Afryki         | Marrakesz      | sztafeta 4 × 100 metrów | 1. miejsce | 43,56 |
| 2014 | Puchar interkontynentalny  | Marrakesz      | bieg na 100 metrów      | 6. miejsce | 11,37 |
| 2016 | Mistrzostwa Afryki         | Durban         | bieg na 100 metrów      | 4. miejsce | 11,45 |
| 2016 | Igrzyska olimpijskie       | Rio de Janeiro | bieg na 100 metrów      | eliminacje | 11,55 |
| 2016 | Igrzyska olimpijskie       | Rio de Janeiro | sztafeta 4 × 100 metrów | 8. miejsce | 43,21 |

## Rekordy życiowe
- Bieg na 50 metrów (hala) – 6,22 (2012)
- Bieg na 60 metrów (hala) – 7,07 (2012)
- Bieg na 100 metrów – 11,03 (2008)
- Bieg na 200 metrów – 22,70 (2007)
- Bieg na 200 metrów (hala) – 23,72 (2007)